# David Broome
David McPherson Broome, född 1 mars 1940 i Cardiff, är en brittisk före detta ryttare.
Broome blev olympisk bronsmedaljör i hoppning vid sommarspelen 1960 i Rom.